# Валконови-Гурне
Валконови-Гурне (пол. Wałkonowy Górne) — село в Польщі, у гміні Сецемін Влощовського повіту Свентокшиського воєводства.
Населення — 130 осіб (2011).
У 1975-1998 роках село належало до Ченстоховського воєводства.

## Демографія
Демографічна структура на день 31 березня 2011 року:
|          | Загалом | Допрацездатний вік | Працездатний вік | Постпрацездатний вік |
| -------- | ------- | ------------------ | ---------------- | -------------------- |
| Чоловіки | 61      | 6                  | 47               | 8                    |
| Жінки    | 69      | 19                 | 34               | 16                   |
| Разом    | 130     | 25                 | 81               | 24                   |